# Loxophlebia asmodeus
Loxophlebia asmodeus är en fjärilsart som beskrevs av Druce 1883. Loxophlebia asmodeus ingår i släktet Loxophlebia och familjen björnspinnare. Inga underarter finns listade i Catalogue of Life.